# Die Geburt des Antichrist
Die Geburt des Antichrist ist ein 1921 entstandenes österreichisches Stummfilmdrama von Friedrich Fehér mit seiner Frau Magda Sonja in der Hauptrolle. Die Geschichte basiert auf der kurzen, gleichnamigen Erzählung (1921) von Leo Perutz. 

## Handlung
Der zur Zeit des Rokoko spielende Film, der sich in weiten Teilen nicht an die Vorlage von Perutz hält, dramatisiert vor allem die Elterngeschichte. Eine sündig gewordene, dem Kloster entwichene Nonne und ein angeblicher, entsprungener Mörder und Betrüger kommen zusammen und zeugen, so will es der Roman wie auch der Film glauben machen, den Antichrist und zwar in Gestalt des Gauklers, Schwindlers und selbsternannten Magiers Cagliostro. Dies glaubt zumindest der Vater. Derart entehrt, scheint beiden Elternteilen die Einkehr in eine gesellschaftliche Bürgerlichkeit auf ewig verwehrt. Und so kehrt die Nonne zum Glauben hinter Klostermauern zurück, während der Vater angesichts seiner „verwerflichen“ Zeugungstat wahnsinnig wird und stirbt.

## Produktionsnotizen
Die Geburt des Antichrist entstand ab August 1921 mit Außenaufnahmen in Hall in Tirol und wurde am 24. März 1922 in Wien uraufgeführt. Der Fünfakter besaß eine Länge von etwa 2000 Meter. 
Die Filmbauten gestaltete Alfred Kunz.

## Kritik
Das Neue Wiener Tagblatt urteilte: „Das unheimliche Grauen ging spannend durchs Geschehen, die Sünden der Welt erstanden in Visionen, der Antichrist war hier geboren als zappelnd unschuldvolles Kindlein eines entsprungenen Mörders (der kein richtiger Mörder war) und einer entlaufenen Nonne, die nur dem Worte ihrer Gottesmutter mystisch zu folgen glaubte. (…) Aufs Cagliostromotiv hat Friedrich Feher füglich Verzicht geleistet. Er begnügt sich damit, den Vater in Wahnsinnstod, die Mutter ins Kloster zurückzutreiben. Sein Antichristlein zappelt munter in die Welt. (…) Erstaunlich arbeiten Kunst und Geist einander in die Hände. Alles ist da. Nur eines fehlt vielleicht: die letzte Rundung des Gedankens, die wieder ans Gefühl zurückgeht.“

## Einzelnachweis
1. ↑  „Die Geburt des Antichrist“. In: Neues Wiener Tagblatt. Demokratisches Organ / Neues Wiener Abendblatt. Abend-Ausgabe des („)Neuen Wiener Tagblatt(“) / Neues Wiener Tagblatt. Abend-Ausgabe des Neuen Wiener Tagblattes / Wiener Mittagsausgabe mit Sportblatt / 6-Uhr-Abendblatt / Neues Wiener Tagblatt. Neue Freie Presse – Neues Wiener Journal / Neues Wiener Tagblatt, 24. März 1922, S. 14 (online bei ANNO).